# Гильемино, Арман Шарль
Арман Шарль Гильемино (фр. Armand Charles Guilleminot; 1774—1840) — французский военный деятель и дипломат, дивизионный генерал (1813 год), барон (1808 год), пэр (1823 год), участник революционных и наполеоновских войн. Имя генерала выбито на Триумфальной арке в Париже.

## Биография
Арман Шарль Гильемино родился 2 марта 1774 года в Дюнкерке и выступил на военное поприще в 1790 года, во время восстания Брабанта против австрийского владычества. Сражаясь сперва в рядах бельгийских патриотов, он вступил затем во французскую службу младшим лейтенантом в армию генерала Дюмурье. Когда последний был принужден бежать к австрийцам, Гильемино, как служивший в его штабе, был арестован и отдан под суд, но сумел оправдаться и вновь поступил на службу в штаб генерала Моро. Под руководством Моро Гильемино сражался в 1798—1800 годах в Италии.
Во время кампании 1805 года Наполеон заметил военные дарования Гильемино и, несмотря на своё нерасположение ко всем сподвижникам Моро, назначил его своим флигель-адъютантом, а в 1808 году — начальником штаба корпуса маршала Бессьера в Испании. Здесь за мужество в сражении при Медина-дель-Рио-Секко Гильемино получил чин бригадного генерала и орден Почётного легиона. В 1807 году Гильемино совершил дипломатическую поездку в Османскую империю.

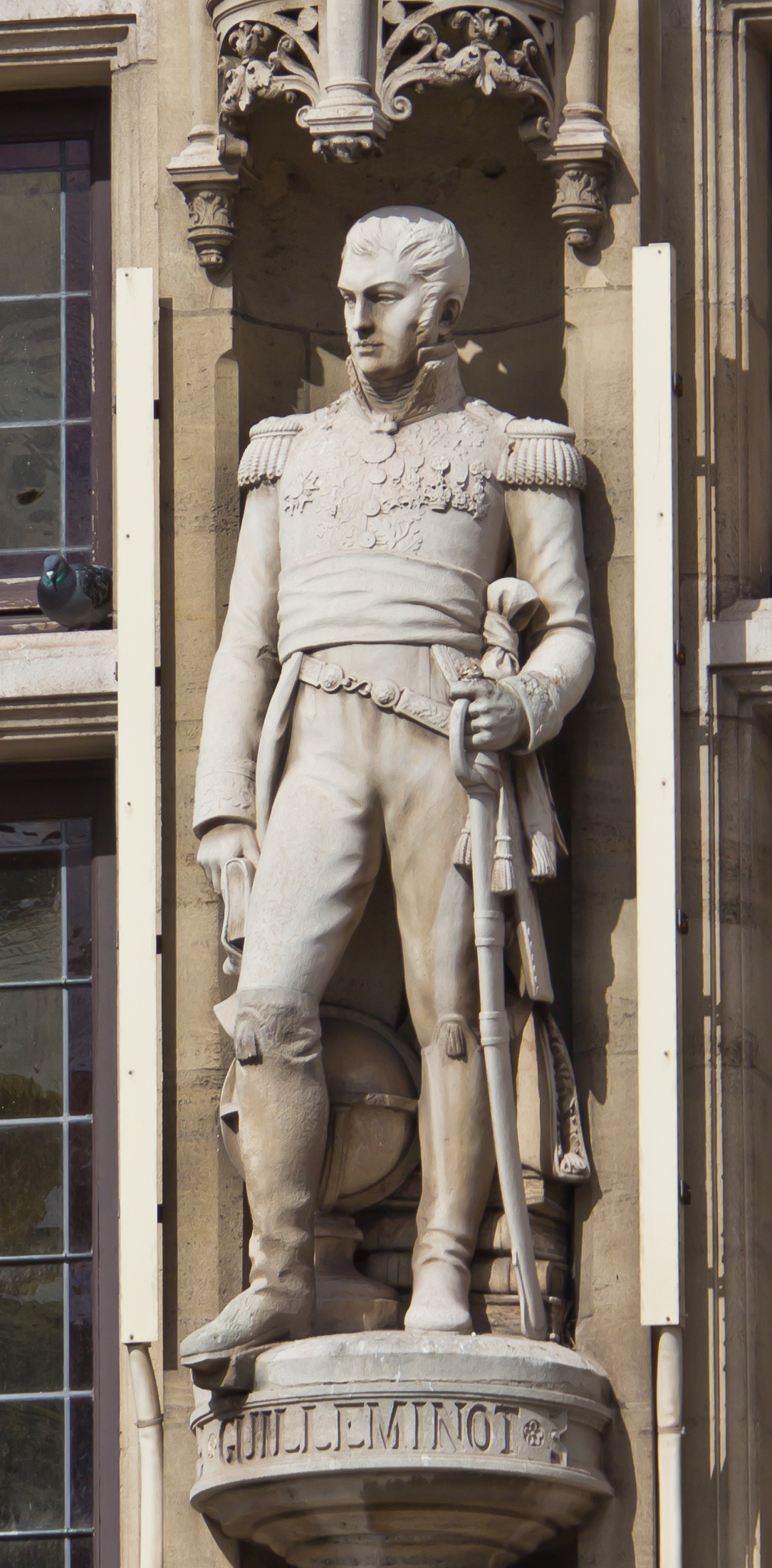
Памятник Гильемино на фасаде ратуши в Дюнкерке

В 1809 году Наполеон отправил Гильемино с важным дипломатическим поручением в Персию. По возвращении оттуда он был назначен начальником штаба корпуса вице-короля Итальянского, с которым и участвовал в походе в Россию в 1812 году. Здесь Гильемино с отличием сражался при Бородине и особенно проявил свои таланты в битве при Малоярославце: заступив место убитого в этом бою генерала Дельзона, Гильемино первым ворвался в город и занял его.
В кампании 1813 года Гильемино участвовал в сражениях при Люцене и Бауцене и за искусные действия против северной союзной армии во время движения Наполеона на Дессау и Дюбен произведён 20 марта 1813 года в дивизионные генералы.
По низложении Наполеона Гильемино сумел приобрести расположение нового правительства, но по возвращении Наполеона с острова Эльбы перешёл на его сторону и, командуя дивизией в корпусе Нея, участвовал в сражениях при Катр-Бра и Ватерлоо.
3 июля 1815 года по поручению маршала Даву он подписал от имени временного правительства капитуляцию Парижа и, при вторичном возвращении Бурбонов, был назначен директором военно-топографического депо; на него же в 1817 году было возложено определить государственную границу между Францией и Швейцарией.
Французская интервенция в Испанию в 1823 году вновь вызвала Гильемино к боевой деятельности. Составив план кампании, он был назначен начальником штаба герцога Ангулемского и, имея на него большое влияние, почти самостоятельно руководил всеми военными действиями, а затем искусными переговорами много способствовал заключению мира.
Возведённый в звание пэра Франции, Гильемино получил затем назначение послом в Константинополь, где имел большое влияние на политические и военные реформы султана Махмуда II.
В 1831 году Гильемино возвратился во Францию и умер в Париже в марте 1840 года, похоронен на кладбище Пер-Лашез.
Ему принадлежит сочинение: «Campagne de 1823», Paris, 1826.

## Воинские звания
- Младший лейтенант (1792 год)
- Лейтенант (3 апреля 1796 года)
- Капитан (5 октября 1797 года)
- Командир батальона (26 марта 1799 года, утверждён 19 октября 1799 года)
- Полковник штаба (9 января 1807 года)
- Бригадный генерал (19 июля 1808 года)
- Дивизионный генерал (28 мая 1813 года)

## Титулы

Герб барона.

- Барон Гильемино и Империи (фр. baron Guilleminot et de l'Empire; декрет от 19 марта 1808 года, патент подтверждён 26 октября 1808 года);
- Граф Гильемино и Империи (фр. comte Guilleminot et de l'Empire; декрет от 19 ноября 1813 года, патент не подтверждён)[1].

## Награды
- Легионер ордена Почётного легиона (30 марта 1807 года)
- Офицер ордена Почётного легиона (4 сентября 1808 года)
- Коммандан ордена Почётного легиона (27 июля 1809 года)
- Великий офицер ордена Почётного легиона (27 декабря 1814 года)
- Большой крест ордена Почётного легиона (3 сентября 1827 года)
- Кавалер военного ордена Святого Людовика (1814 год)
- Большой крест военного ордена Святого Людовика (1823 год)
- Кавалер ордена Святого Духа (3 июня 1827 года)
- Командор ордена Железной короны (1811 год)
- Кавалер баварского военного ордена Максимилиана Иосифа (1811 год)
- Кавалер российского ордена Святого Александра Невского (25 февраля 1824 год)